# Lippo Centre (Hong Kong)
Lippo Centre (en chino tradicional, 力寶中心; jyutping, lik6 bou2 zung1 sam1), conocido antiguamente como Bond Center (en chino tradicional, 奔達中心; jyutping, ban1 daat6 zung1 sam1), es un complejo de dos torres gemelas completado en 1988 en el 89 de Queensway, en Admiralty, Isla de Hong Kong, en la ciudad de Hong Kong, China. La Torre I tiene 186 m de altura y 46 plantas, y la Torre II tiene 172 m de altura y 42 plantas.
El Lippo Group tomó posesión de ellas tras la caída de la Bond Corporation. 
Los edificios fueron apodados "el árbol del koala" porque parecen koalas agarrándose a un árbol. Fue diseñado por el arquitecto estadounidense Paul Rudolph, que se esforzó para aliviar la severidad tradicional de las paredes de los rascacielos distribuyendo en ella varios grupos de ventanas.
El artista de Hong Kong Gerard D'Henderson, quien decoró las paredes del Hotel Mandarin Oriental de Hong Kong, enriqueció el vestíbulo con impresionantes bajorrelieves murales.
Lippo Centre aparece en el circuito de Golden City en Burnout 3.